# Vale S.A.
Vale S.A. är ett brasilianskt företag som grundades 1942 och som verkar inom gruvdrift och logistik. Vale S.A. sysselsätter över 115 000 personer och under 2010 var företagets vinst drygt 50 miljarder dollar.
I oktober 2006 köpte Vale aktiemajoriteten i det kanadensiska gruvbolaget Nico Inc som då var Kanadas största företag i gruvbranschen, men som råkat i ekonomiskt trångmål. Nico fortsätter som ett kanadensiskt dotterbolag med huvudansvaret för moderbolagets nickelgruvor.